# Бгакта
Бга́кта («відданий») в богослов'ї індуїзму — людина, що поклоняється Богу в одній з Його форм, такій як Вішну, Крішна або Рама. Часто цей термін використовується по відношенню до шанувальників Шіви і також широко поширений в сикхізмі, де Гуру Нанак оголосив про те, що «отримав знання про всемогутність Бога від бгакті». У загальнішому значенні слово вказує на того, хто йде шляхом бгакті практикуючи бгакті-йогу.
Крішна говорить у «Бгаґавад-ґіті»:
- |  | Завжди думай про Мене, стань Моїм відданим (бгактою), падай переді Мною ниць і вклоняйся Мені. Повністю зосереджений на мені, ти неодмінно прийдеш до Мене. |

У «Шрімад-Бгаґаватам» говориться наступне:
- |  | Бгакти, які невпинно служать пальцям лотосових стіп Господа, з легкістю розрубують тугі вузли бажань, пов'язаних з кармічною діяльністю. Що ж до невідданних - ґьяні та йогів, то, хоча вони й намагаються зупинити хвилі матеріальних бажань, зробити це так важко, що всі їхні спроби закінчуються невдачею. Тому вслід нашої поради і займайся відданим служінням Крішні, сину Васудеви. |